# NGC 458
NGC 458 je otvoreni skup u zviježđu Tukanu.

## Vanjske poveznice
- SEDS: NGC 0458